# Тунгуда (деревня)
Ту́нгуда (карел. Tunkuo) — старинная деревня в составе Сосновецкого сельского поселения Беломорского района Республики Карелия, бывший административный центр сельсовета и волости.

## География
Расположена в Беломорской Карелии на западном берегу Косьмюсозера, северо-восточнее Тунгудского озера на реке Тунгуда, в пяти километрах западнее Нового Машезера.

## Население
В начале 1900-х годов население Тунгуды насчитывало 350 человек.
| 2002 | 2009 | 2010 | 2013 |
| ---- | ---- | ---- | ---- |
| 68   | ↘47  | ↗48  | ↗50  |

## История
Впервые Волость Тонгуя упоминается в «Книге сбора данных и оброчных денег с тяглового населения Лопских погостов» в 1578 году.
Тунгудский сельсовет
Бывший Тунгудский сельсовет находился в западной части Беломорского района и состоял из большей части бывшей Тунгудской волости и южной части Маслозерской. Тунгудский сельсовет граничил с входящими ныне в Калевальский район, Боровским поселковым и Юшкозерским сельским советом на западе, с Панозерским сельским и Кривопорожским поселковым советом Кемского района на севере, с Шуерецким, Лехтинским сельскими и Летнереченским поселковым советом на востоке, с Чернопорожским сельсоветом Сегежского района и Ругозерским сельсоветом Муезерского района на юге. В 1987 году население сельсовета составляло порядка 1000 человек. В состав Тунгудского сельсовета входили: Кевятозеро, Машезеро, Новое Машезеро, Тунгуда, Ушково. Ныне является частью Сосновецкого сельского поселения.
Тунгудская волость
Тунгудская волость входила в состав Кемского уезда. На севере волость граничила с Маслозерской волостью, на востоке с Шуезерской, на юге с Ругозерской, а на западе с Юшкозерской. В состав волости входило 26 населённых пунктов, среди которых: Тунгуда, Машезеро, Койвуниеми (Koivuniemi), Компакка (Kompakka), Сювяярви (Syväjärvi), Куиккаваара (Kuikkavaara), Лусманваара (Lusmanvaara), Йемосенваара (Jemosenvaara), Вииру (Viiru), Воинки (Voinki) и Виикатеярви (Viikatejärvi). В 1907 году население волости составляло 2886 человек. Волость упразднили в 1920-х годах, а её территорию вместе с территориями Шуезерской и Маслозерской волостей объединили в Тунгудский район. В 1950-е—60-е года большинство населённых пунктов бывшей волости было объявлено «бесперспективными» и население расселили по другим населённым пунктам. На сегодняшний день из всех населённых пунктов Тунгудской волости жилыми являются — Тунгуда, Кевятозеро и Машезеро. Подавляющее большинство жителей расселённых в 1958 году деревень проживает в Новом Машезере.

## Достопримечательности
В деревне на берегу озера расположен памятник архитектуры — деревянная часовня Святой Троицы и Богородицы, построенная в конце XIX — начале ХХ вв.
В 2007 году в деревне был открыт Тунгудский народный дом имени Геннадия Ивановича Гужиева (Tunguon kyläntalo), учителя Машозерская средняя школа, уроженца деревни Берёзово (бывш. Тунгудский район). В Народном доме
собрана большая коллекция документов, фотографий и предметов быта местных жителей.

## Галерея

Тунгуда
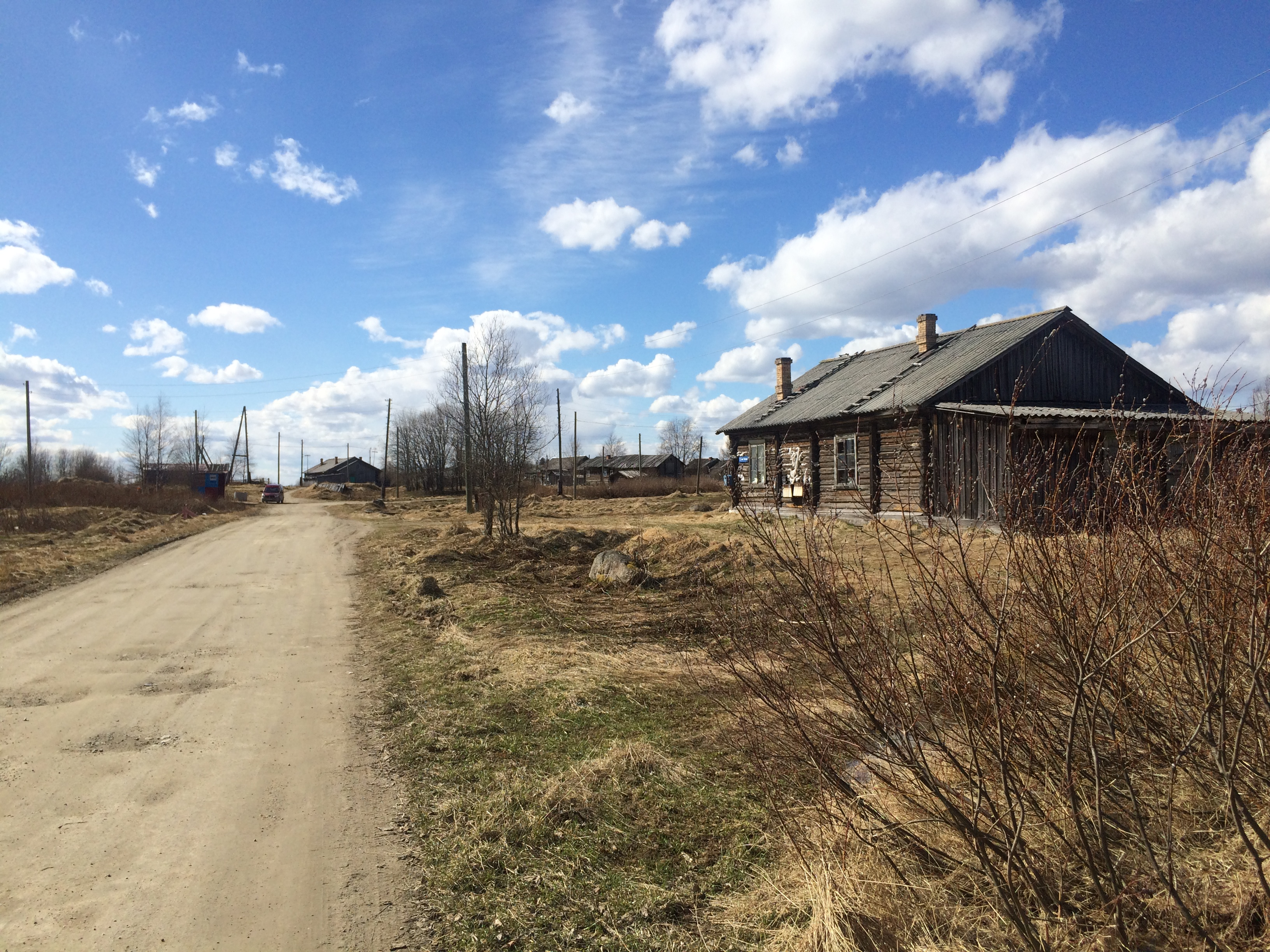
Дорога из Нового Машезера.
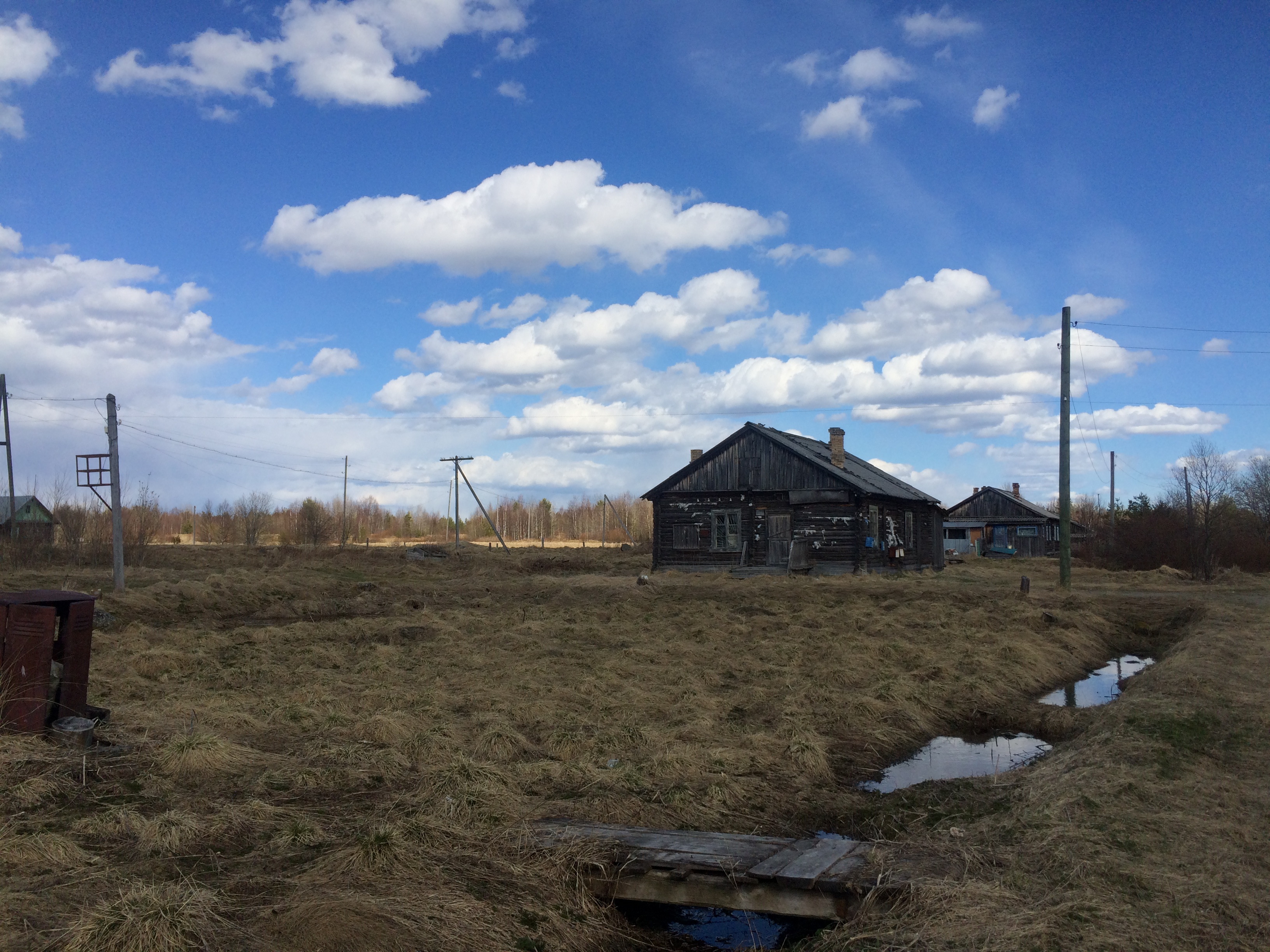
Жилой дом.
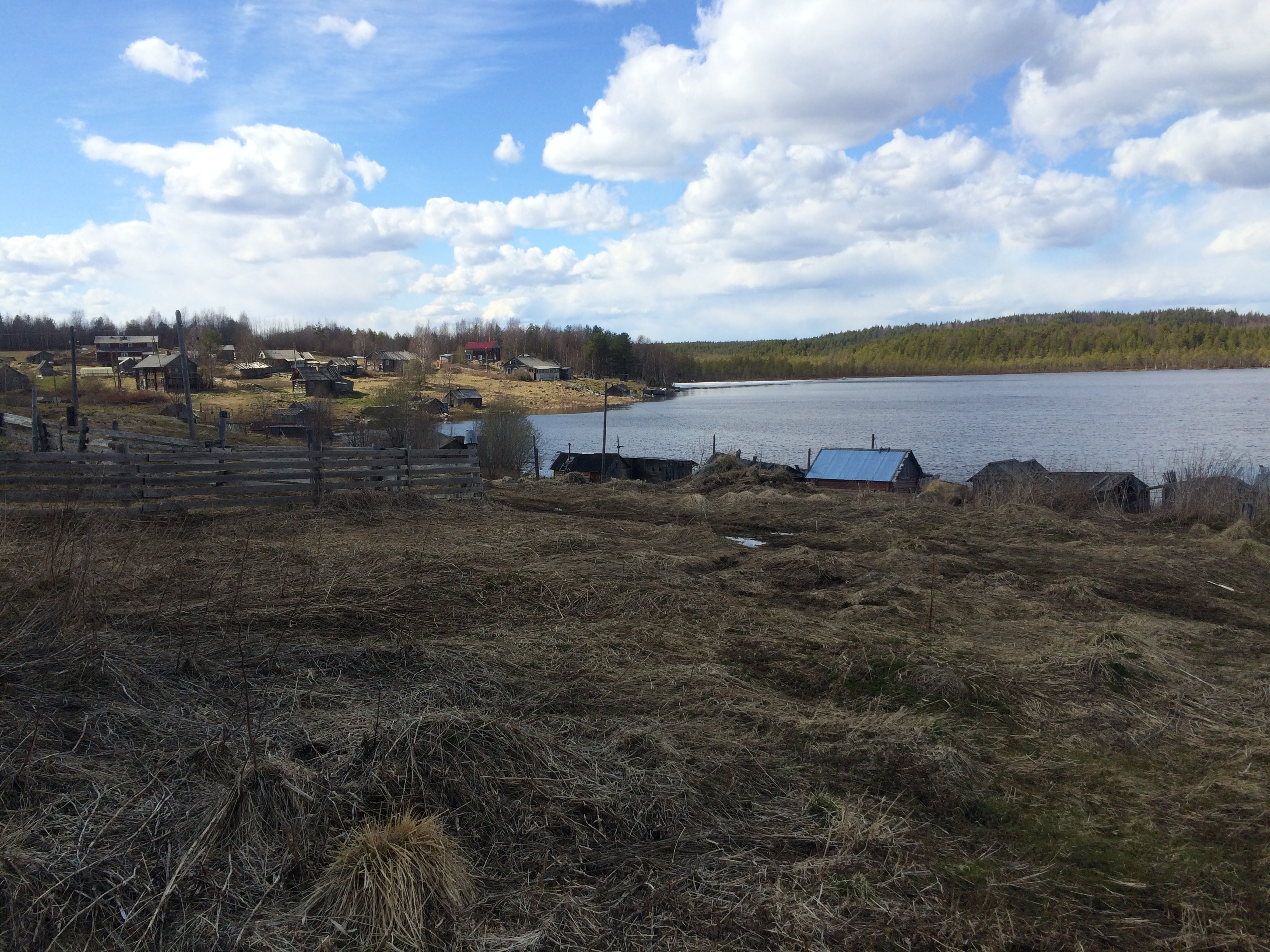
Берег Косьмюсозера.
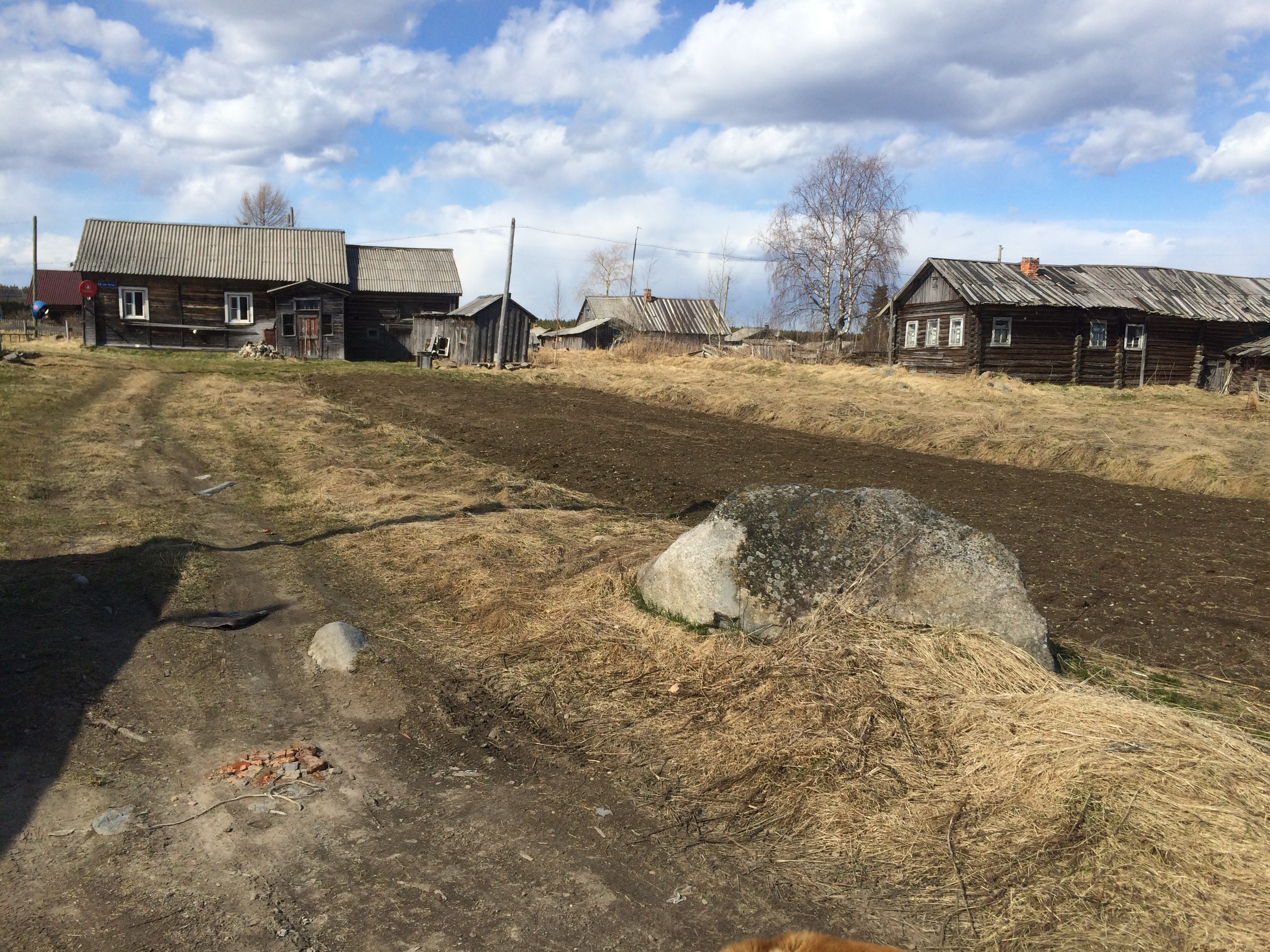
Жилые дома.
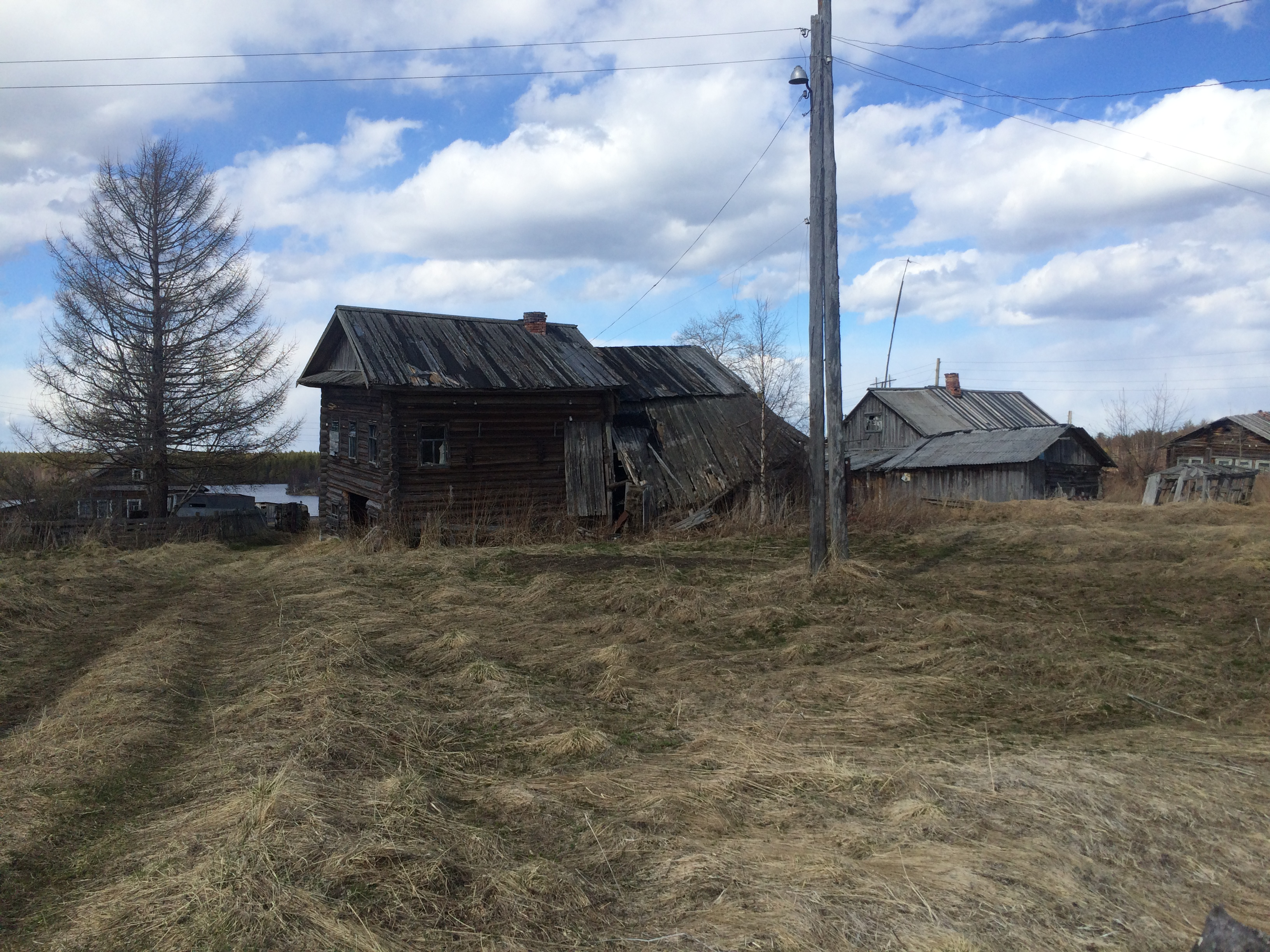
Карельские дома.
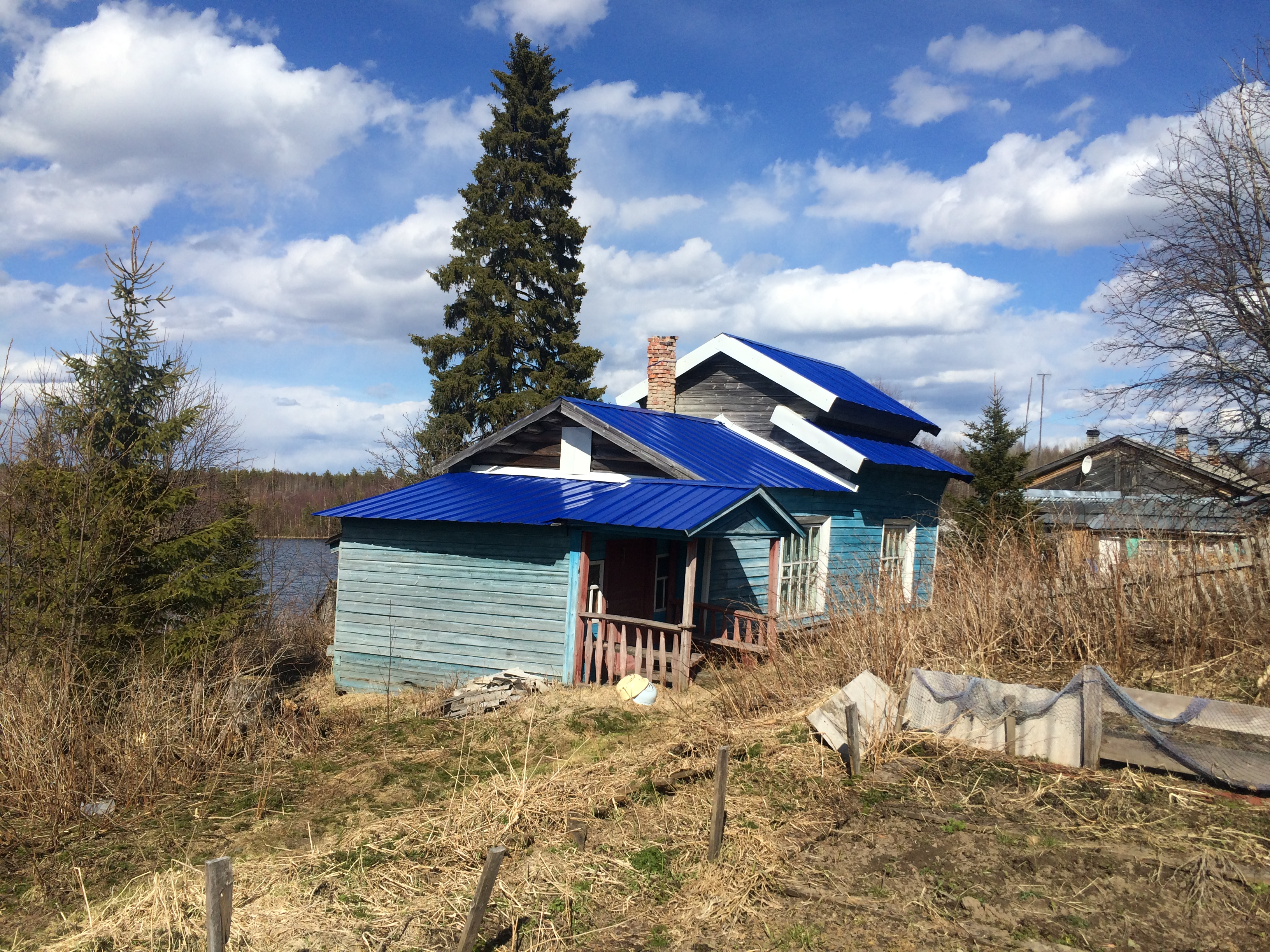
Часовня.